# Deák Ferenc tér
Deák Ferenc tér è una piazza di Budapest intitolata allo statista ungherese Ferenc Deák.
La piazza è un importante incrocio della capitale ungherese in quanto vi convergono Károly körút, Bajcsy-Zsilinszky út, Király utca, Deák Ferenc utca e Harmincad utca. È inoltre un importante snodo della metropolitana perché sotto la piazza si trova una stazione dalla quale è possibile accedere alle linee M1, M2 e M3.